# A1-es autópálya (Bosznia-Hercegovina)
Az A1-es autópálya (bosnyákul Autoput A1, szerbül Аутопут А1) egy bosznia-hercegovinai autópálya. Teljes tervezett hossza 338 km, 2014-ig 93,5 km készült el belőle.
Az út része az V. páneurópai folyosónak, mégpedig a Vc korridornak (Budapest - Ploče). Az autópálya a magyarországi M6-os autópályával és a horvátországi A10-es és A5-ös autópályákkal együtt kapcsolatot biztosít a magyar főváros és a horvátországi kikötő, Ploče között.

## Története
Az autópálya építése a délszláv háborút követően, 2001-ben kezdődött meg, az első Podlugovi és Jošanica közötti szakaszt 2003-ban adták át.
Az út pályája Szarajevótól északra a Boszna folyó völgyében fekszik, többször keresztezi a folyót.
A határt északon Svilajnál éri el, ahol híd köti majd össze 2019 őszétől Horvátországgal az autópályát. 2017 decemberében adták át az Odžak-Svilaj közti autópályaszakaszt.
2020 márciusában ismertté vált, hogy a EBRD 1 egymilliárd eurós csomag keretében támogatja a 35 kilométeres autópálya építését Ovcari - Prenj alagút (10 km) – Mostar-észak szakaszon, illetve a 10 kilométeres Mostar-észak - Mostar-dél szakasz kivitelezését is. Mostar elkerülő szakasz 5 alagutat tartalmaz, amelyből a leghosszabb Oštri rat: 2840 m hosszú. Mostartól délre a meglévő határ előtti A1 autópálya szakasz: Počitelj és Mostar-dél között hiányzik még ~27 km szakasz kivitelezése 5 alagúttal, ebből a leghosszabb Kvanj alagút lesz: 2732 m-el.

## Építési statisztika
| Szakasz              | Hossz (km) | Építés kezdete   | Átadás dátuma        | A szakasz költsége (€) |
| -------------------- | ---------- | ---------------- | -------------------- | ---------------------- |
| Svilaj - Odžak       | 11         | 2013. szeptember | 2017. december       | 86.600.000             |
| Drivuša - Gorica     | 3          | 2010. szeptember | 2014. augusztus 25.  | 32.910.000             |
| Gorica - Bilješevo   | 3,5        | 2011. április    | 2014. augusztus 25.  | 68.800.000             |
| Bilješevo - Kakanj   | 9          | 2010. szeptember | 2013. május          | 62.870.000             |
| Kakanj - Dobrinje    | 9          |                  | 2008                 | 170.000.000            |
| Dobrinje - Visoko    | 7,6        |                  | 2007                 | 170.000.000            |
| Visoko - Podlugovi   | 8,5        |                  | 2006                 | 170.000.000            |
| Podlugovi - Jošanica | 11,5       |                  | 2003                 | 170.000.000            |
| Jošanica - Butila    | 5,8        |                  | 2014. június 26.     | 59.500.00              |
| Butila - Vlakovo     | 3          | 2013. július     | 2014. június 26.     | 23.000.000             |
| Vlakovo - Lepenica   | 10,2       | 2013. január     | 2014. október 7.     | 182.640.000            |
| Lepenica - Suhodol   | 5,5        | 2012. augusztus  | 2014. október 7.     | 77.770.000             |
| Suhodol - Tarčin     | 4,6        | 2012. május      | 2014. október 7.     | 118.490.000            |
| Zvirovići - Kravice  | 5          | 2012. május      | 2014. szeptember 16. | 63.430.000             |
| Kravice - Bijača     | 4,1        | 2011. szeptember | 2013. június         | 30.730.000             |

## Fordítás
- Ez a szócikk részben vagy egészben a Diaľnica A1 (Bosna a Hercegovina) című szlovák Wikipédia-szócikk fordításán alapul.  Az eredeti cikk szerkesztőit annak laptörténete sorolja fel. Ez a jelzés csupán a megfogalmazás eredetét és a szerzői jogokat jelzi, nem szolgál a cikkben szereplő információk forrásmegjelöléseként.